# Pardue Peak
Pardue Peak är en bergstopp i Antarktis. Den ligger i Västantarktis. Chile gör anspråk på området. Toppen på Pardue Peak är 1 840 meter över havet.
Terrängen runt Pardue Peak är huvudsakligen kuperad, men norrut är den platt. Trakten är obefolkad. Det finns inga samhällen i närheten. 